# The Witcher 3: Wild Hunt
A The Witcher 3: Wild Hunt 2015-ös akció-szerepjáték, amelyet a CD Projekt lengyel játékfejlesztő cég készített és adott ki. A történet Andrzej Sapkowski lengyel író Vaják című könyvsorozatán alapul. 
A játék a The Witcher 2: Assassins of Kings folytatása, és a The Witcher videójátékok sorozatának harmadik része. Egy nyitott világban játszódik, harmadik személy nézetben.

## Játékmenet
A The Witcher 3: Wild Hunt egy akció-szerepjáték, harmadik-személyű nézettel. A játékos Ríviai Geraltot irányítja, egy vajákot (a vaják olyan személy, aki pénzért szörnyekre vadászik). Különböző fegyverei vannak, beleértve a bombákat, a számszeríjat és két kardot (egy acél és egy ezüst). Az acélkardot elsősorban az emberek megölésére használja, míg az ezüstkard a szörnyek ellen hatékony. 
Kétféle közelharci támadás létezik; a könnyű támadás, ami gyors, de gyenge, és a nehéz támadás, ami lassú, de erős. (a „gyenge” és „erős” a sebzés erősségére utal).
A játékos a kardjaival kivédheti az ellenséges támadásokat. A felszerelés tartóssága korlátozott, és rendszeres javítást igényel. A fizikai támadások mellett Geraltnak öt mágikus jel áll a rendelkezésére: 
Aard, Axii, Igni, Yrden és Quen. Az Aard ellöki, míg az Igni kigyújtja az ellenségeket. Az Axii megszédíti a célpontokat, így például párbeszédkor a játékos lehetőséget kap a másik fél manipulálására. A Yrden egy lila körrel jelzett mágikus mezőt hoz létre, ami lelassítja az ellenfeleket, míg a Quen egy mágikus pajzs.

## Fordítás
- Ez a szócikk részben vagy egészben  a   The Witcher 3: Wild Hunt című angol Wikipédia-szócikk fordításán alapul.  Az eredeti cikk szerkesztőit annak laptörténete sorolja fel. Ez a jelzés csupán a megfogalmazás eredetét és a szerzői jogokat jelzi, nem szolgál a cikkben szereplő információk forrásmegjelöléseként.